# Iván Hurtado
Iván Jacinto Hurtado Angulo (Esmeraldas, 16 d'agost de 1974) és un exfutbolista equatorià, que ocupava la posició de defensa.

## Trajectòria
Comença la seua carrera amb el modest Esmeraldas Petrolero, on destaca. A l'any següent és fitxat per un dels grans equips de l'Equador, l'Emelec, amb qui qualla dues grans temporades. Hi guanya dos campionats, en un d'ells marcant el gol definitiu de llançament de falta.
Posteriorment marxa a la lliga mexicana, on té reeixida a l'Atletico Celaya i al Tigres. També hi jugaria a la competició espanyola amb el Reial Múrcia CF. De nou a Mèxic, qualla una bona temporada al CF Pachuca, i recala a l'exòtic Al Arabi de Qatar.
Després del Mundial d'Alemanya és pretés per clubs anglesos, espanyols i valencians. Tot i això, continua sis mesos a Qatar abans de fitxar pel colombià Atlético Nacional. A mitjans del 2009, retorna al seu país per militar al Deportivo Quito.

## Selecció
Hurtado té el record de ser el futbolista equatorià més jove en debutar amb la seua selecció, amb 17 anys i 285 dies. Ha disputat més classificacions per a Mundials que cap altre jugador a la història, i és el sud-americà amb més internacionalitats, que arriben a les 163, amb cinc gols. El 2002 hi va participar en la fase final del Mundial de Corea i Japó, el primer de la història de l'Equador. Quatre anys després, van repetir experiència al Mundial d'Alemanya.
També ha disputat sis Copes Amèrica: 1993, 1995, 1999, 2001, 2004 i 2007, així com la Copa d'Or de la Concacaf del 2002.

## Palmarès
- Serie A de l'Equador: 1993, 1994
- primera divisió de Colòmbia: Apertura 2007, Clausura 2007